# Saltos ornamentais no Campeonato Europeu de Esportes Aquáticos de 2018 - Trampolim 1 m individual masculino
A prova do trampolim 1 m individual masculino dos saltos ornamentais no Campeonato Europeu de Esportes Aquáticos de 2018 ocorreu no dia 7 de agosto no Royal Commonwealth Pool, em Edimburgo no Reino Unido. 

## Calendário
| Fase       | Data        | Hora  |
| ---------- | ----------- | ----- |
| Preliminar | 7 de agosto | 09:30 |
| Final      | 7 de agosto | 14:40 |

Todos os horários estão no horário local (UTC+0)

## Medalhistas
| Ouro               | Prata                | Bronze             |
| Jack Laugher (GBR) | Giovanni Tocci (ITA) | James Heatly (GBR) |

## Resultados
Esses foram os resultados da competição.
| Pos.              | Saltador             | Nacionalidade | Preliminar | Preliminar | Final         | Final         |
| Pos.              | Saltador             | Nacionalidade | Pontos     | Pos.       | Pontos        | Pos.          |
| ----------------- | -------------------- | ------------- | ---------- | ---------- | ------------- | ------------- |
| Medalha de ouro   | Jack Laugher         | Reino Unido   | 397.80     | 1          | 414.60        | 1             |
| Medalha de prata  | Giovanni Tocci       | Itália        | 353.85     | 4          | 401.10        | 2             |
| Medalha de bronze | James Heatly         | Reino Unido   | 346.75     | 6          | 391.70        | 3             |
| 4                 | Guillaume Dutoit     | Suíça         | 355.25     | 3          | 390.50        | 4             |
| 5                 | Oliver Dingley       | Irlanda       | 332.70     | 11         | 385.65        | 5             |
| 6                 | Lorenzo Marsaglia    | Itália        | 351.25     | 5          | 375.45        | 6             |
| 7                 | Jonathan Suckow      | Suíça         | 357.20     | 2          | 354.30        | 7             |
| 8                 | Andrzej Rzeszutek    | Polónia       | 330.80     | 12         | 350.65        | 8             |
| 9                 | Nicolás García       | Espanha       | 335.40     | 10         | 349.30        | 9             |
| 10                | Nikita Shleikher     | Rússia        | 341.90     | 7          | 349.15        | 10            |
| 11                | Alexis Jandard       | França        | 336.55     | 9          | 332.40        | 11            |
| 12                | Vinko Paradzik       | Suécia        | 336.90     | 8          | 293.25        | 12            |
| 13                | Lars Rüdiger         | Alemanha      | 328.20     | 13         | Não avançaram | Não avançaram |
| 14                | Patrick Hausding     | Alemanha      | 316.65     | 14         | Não avançaram | Não avançaram |
| 15                | Alberto Arévalo      | Espanha       | 314.00     | 15         | Não avançaram | Não avançaram |
| 16                | Yury Naurozau        | Bielorrússia  | 293.10     | 16         | Não avançaram | Não avançaram |
| 17                | Dylan Vork           | Países Baixos | 286.60     | 17         | Não avançaram | Não avançaram |
| 18                | Oleh Kolodiy         | Ucrânia       | 286.40     | 18         | Não avançaram | Não avançaram |
| 19                | Egor Lapin           | Rússia        | 285.70     | 19         | Não avançaram | Não avançaram |
| 20                | Stanislav Oliferchyk | Ucrânia       | 281.95     | 20         | Não avançaram | Não avançaram |
| 21                | Damien Cely          | França        | 280.50     | 21         | Não avançaram | Não avançaram |
| 22                | Alexandr Molchan     | Bielorrússia  | 279.70     | 22         | Não avançaram | Não avançaram |
| 23                | Alexander Kostov     | Bulgária      | 278.75     | 23         | Não avançaram | Não avançaram |
| 24                | Johannes van Etten   | Países Baixos | 271.50     | 24         | Não avançaram | Não avançaram |
| 25                | Juho Junttila        | Finlândia     | 249.50     | 25         | Não avançaram | Não avançaram |
| 26                | Jack Ffrench         | Irlanda       | 224.90     | 26         | Não avançaram | Não avançaram |
| 27                | Nikolaj Schaller     | Áustria       | 222.30     | 27         | Não avançaram | Não avançaram |